# Mycobacterium bovis
Mycobacterium bovis é o agente etiológico da tuberculose transmitida entre bovinos e, em menor grau, a outros mamíferos inclusive o homem. E, junto a outras bactérias pertencentes ao gênero  Mycobacterium, formam o complexo Mycobacterium tuberculosis. A bactéria M. bovis causa os mesmos sintomas de uma tuberculose causada pela bactéria M. tuberculosis, causando enfermidade crônica pulmonar e demais sintomas, sendo comum por esta bactéria a infecção de outros órgãos como a tuberculose intestinal e outros órgãos sujeitos a infecção deste micro-organismo.
Se diferencia do M. tuberculosis clássico por menor ser nitratase negativo, resistente a pirazinamida, preferir menos oxigênio e sensível a TCH. 

## Epidemiologia
Estima-se que responde por 1 a 2% dos casos de tuberculose humana em países desenvolvidos, como Holanda e Nova Zelândia. Dentre os infectados a mortalidade é de 5,2%, mais de duas vezes mais mortal que o TBC clássico com 2% de mortalidade. 
Com distribuição mundial, dando foco para os países subdesenvolvidos, a TB assume um papel muito importante para a saúde publica, pecuária e comércio internacional de animais e produtos derivados, por ter uma prevalência maior, e impacto forte, causando morbidades e mortalidades em bovinos.

## Transmissão
O contágio se dá por contato com qualquer secreções e líquidos, sendo a ingestão de laticínios contaminados e não fervidos a principal forma de transmissão do M. bovis. Era uma doença muito comum antes da invenção da pasteurização. Atualmente são raros os casos de contaminação por M. bovis em países no qual quase todo o leite é pasteurizado, mas diversos queijos ainda são feitos apenas com leite não pasteurizado e podem ser fontes de contágio. Também pode ser transmitido por contato direto com secreções humano-bovino e humano-humano, mas essas formas de transmissão são menos comuns. 
Entre os animais, a infecção se da por contato com aerossóis ou contato direto com secreções respiratórias, fezes, urinas, secreções vaginais e sêmen. A infecção também pode acontecer pela ingestão do organismo, sendo uma via de fácil acesso para bezerros que se amamentam de vacas infectadas.

## Diagnóstico[1]
Na medicina veterinária, o diagnóstico é uma parte importante do processo de detecção da TB, podendo ser mediada por duas vias: diagnóstico clínico e diagnóstico post mortem.
Devido a apresentação tardia da doença, o diagnóstico na fase inicial é impossibilitado pois o animal se dispõem de uma imagem hígida, mesmo infectado. Porém, em indivíduos com a fase mais desenvolvida da enfermidade, o exame clínico é necessário para a apresentação do diagnóstico definitivo. Fazem parte do exame clínico algumas etapas, como: auscultação, percussão, termometria, apalpação de glândulas mamarias e linfonodos superficiais.
No diagnóstico post mortem, há uma dificuldade de identificação macroscópica pois muitos processos inflamatórios ou infecções por outros tipos de bactérias se apresentam morfologicamente da mesma forma que danos teciduais vindos de atividades referentes a M. bovis. Entretanto, tais lesões,  devem se coletadas e armazenadas em locais propícios, para posteriormente serem realizados os exames histopatológicos, sendo complemento para o exame post mortem e possivelmente podendo emitir um diagnóstico preciso de tuberculose bovina.

## Tratamento
É resistente a pirazinamida, então o tratamento-padrão para casos sintomáticos é isoniazida e rifampicina por 9 meses e etambutol por 2 meses. Bovinos infectados são abatidos, higienizados e disponibilizados para o consumo humano.

## Origem
Acreditava-se que a origem da contaminação de tuberculose em seres humanos se dava pelo bovino, sendo este o elo de ligação entre o vetor e o ser humano. Com o homem se tornando cada vez menos nômade e com a criação de animais, acreditava-se que a bactéria M. bovis ao longo do contato com o ser humano tivesse se mutado e dando origem a espécie M. tuberculosis. Porém com o estudo da mapeação genética do DNA destes seres foi possível constatar outra história para a origem dessa bactéria.
Um importante fator de descoberta vem de corpos mumificados (principalmente pelas mumificações egípcias), a partir das práticas e métodos de preservação dos cadáveres foi preservado também possveis causadores da morte daquele indivíduo mumificado, no auge do Egito Antigo, a tuberculose era uma doença epidemica e comum a época. 
Com o mapeamento genético dessas antigas bactérias causadoras da tuberculose, nenhuma múmia egípcia apresentou M. bovis e sim uma sequência da M. tuberculosis. Sendo assim, a tuberculose não teria sua origem dos bovinos. O M. bovis seria então o resultado de mutações da M. tuberculosis, e então uma nova espécie que contaminará os bovinos, o que indica que a partir do contato e convívio com o homem, levou os bovinos a contrair a tuberculose.